# Sakura Gakuin 2013 Nendo ~Kizuna~
Sakura Gakuin 2013 Nendo ~Kizuna~ (さくら学院 2013年度 ～絆～, lit. "Vínculo") é o quarto álbum de estúdio lançado pelo grupo idol Japonês Sakura Gakuin. Ele foi lançado no Japão dia 12 de março de 2014.

## Resumo
Esse foi o último álbum com as integrantes Marina Horiuchi, Raura Iida, Nene Sugisaki e Hinata Sato, que graduaram em março de 2014.

## Formação
- Marina Horiuchi (堀内まり菜)
- Raura Iida (飯田來麗)
- Nene Sugisaki (杉崎寧々)
- Hinata Sato (佐藤日向)
- Yui Mizuno (水野由結)
- Moa Kikuchi (菊地最愛)
- Rinon Isono (磯野莉音)
- Yunano Notsu (野津友那乃)
- Hana Taguchi (田口華)
- Saki Ooga (大賀咲希)
- Saki Shirai (白井沙樹)
- Aiko Yamaide (山出愛子)

## Faixas

### Edição regular
| N.º | Título                                                                     | Artista                                                  | Duração |  |
| 1.  | "Mezase! Super Lady -2013 Nendo-" (目指せ！スーパーレディー – 2013年 度 –) | Sakura Gakuin                                            | 4:18    |  |
| 2.  | "Makeru! Seishun Hizakozou" (負け る!青春ヒザコゾウ)                       | Sakura Gakuin                                            | 3:40    |  |
| 3.  | "Hana*Hana"                                                                | Sakura Gakuin                                            | 4:24    |  |
| 4.  | "Ganbare!!" (顔笑れ!!)                                                     | Sakura Gakuin                                            | 5:15    |  |
| 5.  | "Shanari Hannari Dorayaki Hime" (しゃなりはんなりどら焼き娘)               | Clube de Culinária Minipati                              | 4:33    |  |
| 6.  | "Welcome to My Computer"                                                   | Clube de Ciências Kagaku Kyumei Kiko Logica?             | 4:41    |  |
| 7.  | "Yosoijo no Smash" (予想以上のスマッシュ)                                  | Clube de Tênis Pastel Wind                               | 4:25    |  |
| 8.  | "FRIENDS ~Unplugged 2013~"                                                 | Marina Horiuchi, Raura Iida, Nene Sugisaki e Hinata Sato | 5:06    |  |
| 9.  | "I・J・I"                                                                  | Sakura Gakuin                                            | 4:24    |  |
| 10. | "Mikansei Silhouette" (未完成シルエット)                                   | Sakura Gakuin                                            | 4:30    |  |
| 11. | "Jump Up ~Chiisana Yuki~" (Jump Up ～ちいさな勇気～)                       | Sakura Gakuin                                            | 4:49    |  |

| Faixa bônus |                                                                           |                                    |         |  |
| N.º         | Título                                                                    | Artista                            | Duração |  |
| 12.         | "Non-stop☆Go Home Club Heave Ho!!" (ノンストップ☆帰宅部 在宅わっしょい!!) | Clube de Volta para Casa sleepiece | 6:21    |  |

### Edições limitadas
CD
Mesmas faixas da Edição Regular.
DVD
| Edição Limitada "Sa" (Sakura Gakuin ga Ichiryuu Dancer to Yume no Collaboration!... no Hazu ga Masaka no Dai Panic! no Kan (さくら学院が一流ダンサーと夢のコラボ!...のはずがまさかの大パニック！の巻)) |                                                                    |         |  |
| N.º | Título                                                             | Duração |  |
| 1. | "Jump Up ~Chiisana Yuki~ PV"                                       |         |  |
| 2. | "Sakura Gakuin Gakunentsu Test 2013" (さくら学院 学年末テスト2013) |         |  |

| Edição Limitada "Ku" ("Ku-ban" Quiz! Sakura Gakuin Ichiban Aishiteru no wa Dare da!? (「く盤」クイズ！さくら学院を一番愛しているのは誰だ！？)) |                                                             |         |  |
| N.º | Título                                                      | Duração |  |
| 1. | "Hana*Hana PV"                                              |         |  |
| 2. | "Sakura Gakuin Cult Quiz 2013" (さくら学院カルトクイズ2013) |         |  |

| Edição Limitada "Ra" (LIVE "Thank you! Oh my friend") |                                                                             |         |  |
| N.º                                                   | Título                                                                      | Duração |  |
| 1.                                                    | "Ganbare!! PV"                                                              |         |  |
| 2.                                                    | "Marina Horiuchi, Raura Iida, Nene Sugisaki e Hinata Sato / Unplugged LIVE" |         |  |

## Desempenho nas paradas musicais
| Parada (2014)                            | Melhor posição |
| ---------------------------------------- | -------------- |
| Japão (Oricon Weekly Albums Chart)       | 29             |
| Japão (Billboard Japan Top Albums Sales) | 27             |